# Schweizer Alpine Skimeisterschaften 2000
Die Schweizer Alpinen Skimeisterschaften 2000 fanden vom 25. März bis 2. April 2000 im Aletschgebiet statt. Die Abfahrten wurden auf der Fiescheralp ausgetragen, die Riesenslaloms auf der Bettmeralp und die Slaloms auf der Riederalp. Die Super-Gs mussten an anderen Orten nachgeholt werden: am 7. April in Elm (Herren) und am 14. April auf dem Flumserberg (Damen).

## Herren

### Abfahrt
| Platz | Name               | Zeit        |
| ----- | ------------------ | ----------- |
| 01    | Marco Büchel (LIE) | 1:42,13 min |
| 02    | Didier Cuche       | 1:42,15 min |
| 03    | Didier Défago      | 1:42,67 min |
| 04    | Steve Locher       | 1:42,84 min |
| 05    | Paul Accola        | 1:43,28 min |
| 06    | Claudio Collenberg | 1:43,38 min |
| 07    | Silvan Zurbriggen  | 1:43,53 min |
| 08    | Jürg Grünenfelder  | 1:43,97 min |
| 09    | Samuel Perren      | 1:44,05 min |
| 10    | Ambrosi Hoffmann   | 1:44,18 min |

Datum: 28. März 2000

Ort: Fiescheralp

### Super-G
| Platz | Name               | Zeit        |
| ----- | ------------------ | ----------- |
| 01    | Jürg Grünenfelder  | 1:12,70 min |
| 02    | Paul Accola        | 1:12,82 min |
| 03    | Didier Défago      | 1:13,06 min |
| 04    | Konrad Hari        | 1:13,11 min |
| 05    | Didier Cuche       | 1:13,15 min |
| 06    | Steve Locher       | 1:13,17 min |
| 07    | Marco Büchel (LIE) | 1:13,22 min |
| 08    | Claudio Collenberg | 1:13,33 min |
| 09    | Urs Kälin          | 1:13,48 min |
| 10    | Curdin Giacometti  | 1:14,04 min |

Datum: 7. April 2000

Ort: Elm

### Riesenslalom
| Platz | Name                   | Zeit        |
| ----- | ---------------------- | ----------- |
| 01    | Marco Büchel (LIE)     | 2:31,66 min |
| 02    | Paul Accola            | 2:33,63 min |
| 03    | Urs Kälin              | 2:34,84 min |
| 04    | Jürg Grünenfelder      | 2:35,04 min |
| 05    | Didier Défago          | 2:35,59 min |
| 06    | Tobias Grünenfelder    | 2:35,64 min |
| 07    | Christoph Alster (AUT) | 2:35,97 min |
| 08    | Michael von Grünigen   | 2:36,20 min |
| 09    | Steve Locher           | 2:36,33 min |
| 10    | Beni Hofer             | 2:36,61 min |

Datum: 30. März 2000

Ort: Bettmeralp

### Slalom
| Platz | Name                  | Zeit        |
| ----- | --------------------- | ----------- |
| 01    | Didier Plaschy        | 1:32,79 min |
| 02    | Ronald Stampfer (AUT) | 1:32,98 min |
| 03    | Yasuhiro Ikuta (JPN)  | 1:33,42 min |
| 04    | Pierre Egger (AUT)    | 1:33,52 min |
| 05    | Markus Ganahl (LIE)   | 1:33,59 min |
|       | Rishu Okada (JPN)     | 1:33,59 min |
| 07    | Kiminobu Kimura (JPN) | 1:33,62 min |
| 08    | Thomas Pool           | 1:33,64 min |
| 09    | Paul Accola           | 1:33,67 min |
| 10    | Michael von Grünigen  | 1:33,86 min |

Datum: 2. April 2000

Ort: Riederalp

### Kombination
| Platz | Name               |
| ----- | ------------------ |
| 01    | Marco Büchel (LIE) |
| 02    | Paul Accola        |
| 03    | Didier Défago      |

## Damen

### Abfahrt
| Platz | Name                  | Zeit        |
| ----- | --------------------- | ----------- |
| 01    | Corinne Rey-Bellet    | 1:19,31 min |
| 02    | Ruth Kündig           | 1:20,88 min |
| 03    | Fränzi Aufdenblatten  | 1:20,90 min |
| 04    | Ines Zenhäusern       | 1:21,44 min |
| 05    | Nadia Styger          | 1:21,73 min |
| 06    | Monika Tschirky       | 1:22,03 min |
| 07    | Ella Alpiger          | 1:22,25 min |
| 08    | Tamara Schädler (LIE) | 1:22,52 min |
| 09    | Marilyn Sterchi       | 1:22,54 min |
| 10    | Martina Schild        | 1:22,71 min |

Datum: 28. März 2000

Ort: Fiescheralp

### Super-G
| Platz | Name                 | Zeit        |
| ----- | -------------------- | ----------- |
| 01    | Nadia Styger         | 1:32,96 min |
| 02    | Fränzi Aufdenblatten | 1:33,07 min |
| 03    | Eva Stoll            | 1:33,94 min |
| 04    | Ines Zenhäusern      | 1:34,33 min |
| 05    | Ruth Kündig          | 1:34,52 min |
| 06    | Mélanie Fragnière    | 1:34,64 min |
| 07    | Katja Jossi          | 1:34,90 min |
| 08    | Aline von Düring     | 1:35,05 min |
| 09    | Martina Schild       | 1:35,07 min |
| 10    | Monika Tschirky      | 1:35,24 min |

Datum: 14. April 2000

Ort: Flumserberg

### Riesenslalom
| Platz | Name                  | Zeit        |
| ----- | --------------------- | ----------- |
| 01    | Sonja Nef             | 2:11,05 min |
| 02    | Birgit Heeb (LIE)     | 2:14,15 min |
| 03    | Nadia Styger          | 2:14,35 min |
| 04    | Lilian Kummer         | 2:14,50 min |
| 05    | Corinne Rey-Bellet    | 2:14,72 min |
| 06    | Marlies Oester        | 2:14,76 min |
| 07    | Michaela Mattig       | 2:15,63 min |
| 08    | Fränzi Aufdenblatten  | 2:15,70 min |
| 09    | Tamara Schädler (LIE) | 2:15,87 min |
| 10    | Monika Tschirky       | 2:15,99 min |

Datum: 31. März 2000

Ort: Bettmeralp

### Slalom
| Platz | Name                    | Zeit        |
| ----- | ----------------------- | ----------- |
| 01    | Sonja Nef               | 1:39,91 min |
| 02    | Corina Grünenfelder     | 1:40,96 min |
| 03    | Marlies Oester          | 1:41,50 min |
| 04    | Carole Moschetti (FRA)  | 1:41,90 min |
| 05    | Katja Jossi             | 1:42,72 min |
| 06    | Lilian Kummer           | 1:42,74 min |
| 07    | Tamara Schädler (LIE)   | 1:43,07 min |
| 08    | Petra Zakouřilová (CZE) | 1:43,52 min |
| 09    | Dominique Pilloud       | 1:43,57 min |
| 10    | Tamara Müller           | 1:43,64 min |

Datum: 2. April 2000

Ort: Riederalp

### Kombination
| Platz | Name                  |
| ----- | --------------------- |
| 01    | Tamara Schädler (LIE) |
| 02    | Nadia Styger          |
| 03    | Lilian Kummer         |